# Борис Коллар
Борис Коллар (словац. Boris Kollár; нар. 14 серпня 1965, Братислава, Чехословаччина) — словацький бізнесмен та політик. Голова Національної Ради Словаччини з 20 березня 2020.

## Політична кар'єра
На парламентських виборах 2010 року балотувався до Національної Ради Словаччини від новоствореної партії «Союз — партія для Словаччини» (словац. Únia — strana pre Slovensko).
2015 року заснував власну політичну партію — «Ми — родина». На парламентських виборах 2012 року його партія здобула 172 860 голосів (6.63 %), отримавши 11 місць у парламенті.
2020 року на парламентських виборах очолив список партії Ми — родина. За підсумками виборів партія посіла третє місце за кількістю голосів виборців та увійшла до парламенту, здобувши 237 531 голос (8,24 %) та отримавши 17 місць.
20 березня 2020 року став Головою Національної Ради Словаччини. За нього проголосували 106 депутатів за необхідних 76.

## Приватне життя
Має 17 дітей від 14 жінок.